# Patrick Leonard
Patrick Raymond Leonard (Crystal Falls, Míchigan, 14 de marzo de 1956) es un compositor, tecladista y productor discográfico estadounidense, conocido por su colaboración con la cantante Madonna en los años 1985-89, que dio origen a varias canciones suyas muy populares, como «La isla bonita» y «Like a Prayer».
En la década de 1990 la relación artística entre Leonard y Madonna se interrumpió, tras colaborar en el álbum I'm Breathless. La cantante atravesó después una etapa de desiguales resultados comerciales, hasta su reencuentro con Leonard en Ray of Light (1998) y su canción  Frozen, que fue muy celebrado y puso a ambos de nuevo en órbita.
Leonard entró en el negocio de la música en los últimos años '70 en Chicago cuando compuso canciones para la banda local Trillion. Leonard es notable además por haber trabajado también con Pink Floyd y Roger Waters, también junto a Boz Scaggs, Jody Watley y Rod Stewart.
Leonard tiene tres hijos: una hija llamada Jessie (que inspiró la canción de Madonna «Dear Jessie»), un hijo llamado Sean, que toca el piano eléctrico y otro hijo llamado Jordan que toca el bajo.

## Algunos de los cantantes con los que colaboró
- Madonna
- Leonard Cohen
- Toy Matinee
- Bon Jovi
- Bryan Ferry
- Julian Lennon
- Nick Kamen
- Robbie Robertson
- Marilyn Martin
- Nikki Hassman
- Laura Pausini
- Roger Waters
- Elton John
- Pink Floyd
- Peter Cetera
- Jeff Beck
- Natalie Imbruglia - «That Day»
- Donna DeLory
- Rod Stewart
- The Dream Academy
- Kenny Loggins
- Ilse DeLange
- Michael W. Smith
- Jewel - "Hands"